# Гондурак Петро Іванович
Петро Іванович Гондура́к (Кікіндяк; нар. 1868, Яворів — пом. 1928, Яворів) — український майстер художнього різьблення на дереві.

## Творчість
Різьбити почав наприкінці 1880-х років. Виготовляв дерев'яні тарниці (сідла), рахви, бочівки, скрині, декоративні тарелі, предмети господарського призначення (кушки, ярма та інше), які прикрашав мотивами так званого сухого (чистого) різьблення, зрідка інкрустував деревом, бісером, металом.
1894 року брав участь у «Загальній крайовій виставі у Львові», де був нагороджений бронзовою медаллю від організаційного комітету.
У Львівському музеї етнографії та художнього промислу зберігається виконана ним чоловіча палиця («коники») із латуні та дерева, прикрашена гравіруванням і різними кінськими головами на ручці. В Національному музеї народного мистецтва Гуцульщини та Покуття імені Йоссафата Кобринського у Коломиї зберігається таріль майстра. Окремі вироби зберігаються у музеях Косова, Івано-Франківська.